# Pensalvos
Pensalvos is een plaats (freguesia) in de Portugese gemeente Vila Pouca de Aguiar en telt 379 inwoners (2001).